# Bangsri (Geyer)
Bangsri is een bestuurslaag in het regentschap Grobogan van de provincie Midden-Java, Indonesië. Bangsri telt 3536 inwoners (volkstelling 2010).